# ادربری
ادربری (به انگلیسی: Adderbury) یک روستا و محله مدنی در بریتانیا است که در چرول واقع شده‌است. ادربری ۱۳٫۰۰ کیلومتر مربع مساحت و ۲٬۸۱۹ نفر جمعیت دارد.